# Тенонітрозол
Тенонітрозол — синтетичний антипротозойний препарат, що є похідним тіазолу, для прийому всередину.

## Фармакологічні властивості
Тенонітрозол — синтетичний антипротозойний препарат, що є похідним тіазолу, широкого спектра дії. Препарат має бактерицидну дію, що пов'язана з порушенням процесів реплікації ДНК у клітинах найпростіших. Тенонітрозол має також фунгістатичну дію. До препарату чутливі трихомонади, амеби, лямблії, а також грибки роду Candida.

### Фармакокінетика
Після прийому всередину тенонітрозол швидко всмоктується, біодоступність препарату — ~100%. Максимальна концентрація в крові досягається протягом 2—3 годин після прийому всередину. Високі концентрації тенонітрозол створює у багатьох тканинах та рідинах організму, найвищі — в сечі та сльозній рідині. Тенонітрозол проникає через плацентарний бар'єр та виділяється в грудне молоко. Дані за метаболізм препарату в організмі відсутні. Виводиться тенонітрозол з організму переважно нирками, а такох частково зі сльозною рідиною. Період напіввиведення препарату становить 5—6 годин, немає даних про збільшення цього часу при печінковій та нирковій недостатності.

## Показання до застосування
Тенонітрозол застосовується при трихомоніазі, амебіазі, лямбліозі, кандидозі.

## Побічна дія
При застосуванні тенонітрозолу рідко спостерігаються наступні побічні ефекти: висипання на шкірі, свербіж шкіри, кропив'янка, гіперемія шкіри, забарвлення шкіри та сльозної рідини в жовтий колір, головний біль, запаморочення, нудота, блювання, гіркота в роті, біль в животі.

## Протипокази
Тенонітрозол протипоказаний при підвищеній чутливості до препарату, вагітності та годуванні грудьми, гострій та хронічній печінковій недостатності. Препарат протипоказаний при одночасному вживанні алкоголю.

## Форми випуску
Тенонітрозол випускається у вигляді желатинових капсул по 0,25 г.